# Elzárás
Az elzárás a személyi szabadságot korlátozó joghátrány. Nemcsak a büntetőjogban, hanem a szabálysértési jogban is ismert. Szabálysértés, illetve újabban bűncselekmény miatt is - a törvények által meghatározott esetekben - kiszabható büntetésfajta.

## Szabálysértési elzárás
A szabálysértési elzárás (a szabálysértés miatt kiszabható elzárás) a szabálysértési büntetések egyike. Önállóan vagy - bizonyos korlátozásokkal  más büntetés egymás mellett is kiszabható. A szabálysértési elzárás mellett nem szabható ki közérdekű munka.
Szabálysértési elzárást csak bíróság szabhat ki. Legrövidebb időtartama 1 nap, a leghosszabb időtartama pedig 60 nap. Ha a szabálysértés elkövetője  ugyanabban az eljárásban több elzárással is sújtható, akkor az elzárás leghosszabb időtartama 60 nap.

## A magyar büntetőjogban
A 2012. évi C. törvény (a hatályos Büntető törvénykönyv)  új büntetési nemként vezette be a magyar büntetőjogba a büntetések közé az  elzárás jogintézményét. Az elzárás szabadságvesztéssel járó büntetés, azokban az esetekben célszerű alkalmazása, amikor rövid tartamú szabadságelvonással is elérhető a büntetés célja. Főként azokkal szemben alkalmazható, akikkel szemben személyi körülményeikre, vagyoni viszonyaikra tekintettel más büntetés kiszabása célszerűtlen.
Az elzárás tartamát napokban kell meghatározni, annak legrövidebb tartama 5, leghosszabb tartama 90 nap. Az elzárást büntetés-végrehajtási intézetben kell végrehajtani.
A fiatalkorúval szemben kiszabható elzárás legrövidebb tartama 3, leghosszabb tartama 30 nap.

### Elzárással fenyegetett bűncselekmények a Btk-ban
A Btk. meghatározza azokat a bűncselekményeket, amelyek elkövetőivel szemben elzárás is kiszabható (azaz elzárás helyett vagy mellett más büntetés is kiszabható, tehát lehetőség van közérdekű munka, pénzbüntetés, foglalkozástól eltiltás, járművezetéstől eltiltás, kitiltás, rendezvények látogatásától való eltiltás vagy kiutasítás alkalmazására is.
- méreggel visszaélés, magántitok megsértése, levéltitok megsértése, minősített adattal való visszaélés legenyhébb alakzata,
- a hatóság félrevezetésének privilegizált alakzata,
- a járványügyi szabályszegés, készpénz-helyettesítő fizetési eszközzel visszaélés privilegizált alakzata,
- a kötelességszegés szolgálatban gondatlan alakzata,
- a parancs iránti engedetlenség.